# Selección femenina de fútbol de Fiyi
La selección femenina de fútbol de Fiyi es el equipo representativo del país en las competiciones oficiales. Su organización está a cargo de la Asociación de Fútbol de Fiyi, perteneciente a la OFC y la FIFA.
Disputó en cinco ocasiones la Copa de Naciones Femenina de la OFC siendo subcampeón en dos oportunidades (2018 y 2022), mientras que en los Juegos del Pacífico obtuvo la medalla de plata en su última edición.

## Últimos y próximos encuentros
Actualizado al último partido jugado el 16 de febrero de 2024
| Fecha      | Ciudad  | Local              | Resultado | Visitante       | Competición                      |
| ---------- | ------- | ------------------ | --------- | --------------- | -------------------------------- |
| 10-10-2023 | Suva    | Fiyi               | 2:1       | Nueva Caledonia | Partido amistoso                 |
| 15-10-2023 | Suva    | Fiyi               | 1:1       | Nueva Caledonia | Partido amistoso                 |
| 21-11-2023 | Honiara | Fiyi               | 3:2       | Vanuatu         | Juegos del Pacífico 2023         |
| 24-11-2023 | Honiara | Fiyi               | 4:1       | Islas Salomón   | Juegos del Pacífico 2023         |
| 27-11-2023 | Honiara | Fiyi               | 3:0       | Nueva Caledonia | Juegos del Pacífico 2023         |
| 01-12-2023 | Honiara | Papúa Nueva Guinea | 4:1       | Fiyi            | Juegos del Pacífico 2023         |
| 07-02-2024 | Apia    | Fiyi               | 10:0      | Samoa Americana | Torneo Preolímpico Femenino 2024 |
| 10-02-2024 | Apia    | Papúa Nueva Guinea | 3:4       | Fiyi            | Torneo Preolímpico Femenino 2024 |
| 13-02-2024 | Apia    | Islas Salomón      | 3:1       | Fiyi            | Torneo Preolímpico Femenino 2024 |
| 16-02-2024 | Apia    | Nueva Zelanda      | 7:1       | Fiyi            | Torneo Preolímpico Femenino 2024 |

## Estadísticas

### Copa Mundial Femenina de Fútbol
| Copa Mundial Femenina de Fútbol | Copa Mundial Femenina de Fútbol | Copa Mundial Femenina de Fútbol | Copa Mundial Femenina de Fútbol | Copa Mundial Femenina de Fútbol | Copa Mundial Femenina de Fútbol | Copa Mundial Femenina de Fútbol | Copa Mundial Femenina de Fútbol | Copa Mundial Femenina de Fútbol | Copa Mundial Femenina de Fútbol |
| Año                             | Ronda                           | Pos.                            | J                               | G                               | E                               | P                               | GF                              | GC                              | DG                              |
| ------------------------------- | ------------------------------- | ------------------------------- | ------------------------------- | ------------------------------- | ------------------------------- | ------------------------------- | ------------------------------- | ------------------------------- | ------------------------------- |
| 1991                            | No participó                    | No participó                    | No participó                    | No participó                    | No participó                    | No participó                    | No participó                    | No participó                    | No participó                    |
| 1995                            | No participó                    | No participó                    | No participó                    | No participó                    | No participó                    | No participó                    | No participó                    | No participó                    | No participó                    |
| 1999                            | No clasificó                    | No clasificó                    | No clasificó                    | No clasificó                    | No clasificó                    | No clasificó                    | No clasificó                    | No clasificó                    | No clasificó                    |
| 2003                            | No participó                    | No participó                    | No participó                    | No participó                    | No participó                    | No participó                    | No participó                    | No participó                    | No participó                    |
| 2007                            | No participó                    | No participó                    | No participó                    | No participó                    | No participó                    | No participó                    | No participó                    | No participó                    | No participó                    |
| 2011                            | No clasificó                    | No clasificó                    | No clasificó                    | No clasificó                    | No clasificó                    | No clasificó                    | No clasificó                    | No clasificó                    | No clasificó                    |
| 2015                            | No participó                    | No participó                    | No participó                    | No participó                    | No participó                    | No participó                    | No participó                    | No participó                    | No participó                    |
| 2019                            | No clasificó                    | No clasificó                    | No clasificó                    | No clasificó                    | No clasificó                    | No clasificó                    | No clasificó                    | No clasificó                    | No clasificó                    |
| 2023                            | No clasificó                    | No clasificó                    | No clasificó                    | No clasificó                    | No clasificó                    | No clasificó                    | No clasificó                    | No clasificó                    | No clasificó                    |
| 2027                            | Por disputarse                  | Por disputarse                  | Por disputarse                  | Por disputarse                  | Por disputarse                  | Por disputarse                  | Por disputarse                  | Por disputarse                  | Por disputarse                  |
| Total                           | 0/9                             | -                               | -                               | -                               | -                               | -                               | -                               | -                               | -                               |

### Copa de Naciones de la OFC
| Copa de Naciones de la OFC | Copa de Naciones de la OFC | Copa de Naciones de la OFC | Copa de Naciones de la OFC | Copa de Naciones de la OFC | Copa de Naciones de la OFC | Copa de Naciones de la OFC | Copa de Naciones de la OFC | Copa de Naciones de la OFC | Copa de Naciones de la OFC |
| Año                        | Ronda                      | Pos.                       | J                          | G                          | E                          | P                          | GF                         | GC                         | DG                         |
| -------------------------- | -------------------------- | -------------------------- | -------------------------- | -------------------------- | -------------------------- | -------------------------- | -------------------------- | -------------------------- | -------------------------- |
| 1983                       | Cuarto lugar               | 4.°                        | 3                          | 0                          | 0                          | 3                          | 1                          | 30                         | -29                        |
| 1986                       | No participó               | No participó               | No participó               | No participó               | No participó               | No participó               | No participó               | No participó               | No participó               |
| 1989                       | No participó               | No participó               | No participó               | No participó               | No participó               | No participó               | No participó               | No participó               | No participó               |
| 1991                       | No participó               | No participó               | No participó               | No participó               | No participó               | No participó               | No participó               | No participó               | No participó               |
| 1994                       | No participó               | No participó               | No participó               | No participó               | No participó               | No participó               | No participó               | No participó               | No participó               |
| 1998                       | Cuarto lugar               | 4.°                        | 4                          | 1                          | 0                          | 3                          | 6                          | 38                         | -32                        |
| 2003                       | No participó               | No participó               | No participó               | No participó               | No participó               | No participó               | No participó               | No participó               | No participó               |
| 2007                       | No participó               | No participó               | No participó               | No participó               | No participó               | No participó               | No participó               | No participó               | No participó               |
| 2010                       | Fase de grupos             | 7.°                        | 3                          | 0                          | 1                          | 2                          | 1                          | 5                          | -4                         |
| 2014                       | No participó               | No participó               | No participó               | No participó               | No participó               | No participó               | No participó               | No participó               | No participó               |
| 2018                       | Subcampeón                 | 2.°                        | 5                          | 3                          | 0                          | 2                          | 20                         | 19                         | +1                         |
| 2022                       | Subcampeón                 | 2.°                        | 5                          | 3                          | 1                          | 1                          | 10                         | 5                          | +5                         |
| Total                      | 5/12                       | 8.°                        | 20                         | 7                          | 2                          | 11                         | 38                         | 97                         | -59                        |

### Juegos Olímpicos
| Juegos Olímpicos | Juegos Olímpicos | Juegos Olímpicos | Juegos Olímpicos | Juegos Olímpicos | Juegos Olímpicos | Juegos Olímpicos | Juegos Olímpicos | Juegos Olímpicos | Juegos Olímpicos |
| Año              | Ronda            | Pos.             | J                | G                | E                | P                | GF               | GC               | DG               |
| ---------------- | ---------------- | ---------------- | ---------------- | ---------------- | ---------------- | ---------------- | ---------------- | ---------------- | ---------------- |
| 1996             | No participó     | No participó     | No participó     | No participó     | No participó     | No participó     | No participó     | No participó     | No participó     |
| 2000             | No clasificó     | No clasificó     | No clasificó     | No clasificó     | No clasificó     | No clasificó     | No clasificó     | No clasificó     | No clasificó     |
| 2004             | No participó     | No participó     | No participó     | No participó     | No participó     | No participó     | No participó     | No participó     | No participó     |
| 2008             | No participó     | No participó     | No participó     | No participó     | No participó     | No participó     | No participó     | No participó     | No participó     |
| 2012             | No clasificó     | No clasificó     | No clasificó     | No clasificó     | No clasificó     | No clasificó     | No clasificó     | No clasificó     | No clasificó     |
| 2016             | No participó     | No participó     | No participó     | No participó     | No participó     | No participó     | No participó     | No participó     | No participó     |
| 2020             | No clasificó     | No clasificó     | No clasificó     | No clasificó     | No clasificó     | No clasificó     | No clasificó     | No clasificó     | No clasificó     |
| 2024             | No clasificó     | No clasificó     | No clasificó     | No clasificó     | No clasificó     | No clasificó     | No clasificó     | No clasificó     | No clasificó     |
| 2028             | Por disputarse   | Por disputarse   | Por disputarse   | Por disputarse   | Por disputarse   | Por disputarse   | Por disputarse   | Por disputarse   | Por disputarse   |
| Total            | 0/9              | -                | -                | -                | -                | -                | -                | -                | -                |

### Juegos del Pacífico
| Juegos del Pacífico | Juegos del Pacífico | Juegos del Pacífico | Juegos del Pacífico | Juegos del Pacífico | Juegos del Pacífico | Juegos del Pacífico | Juegos del Pacífico | Juegos del Pacífico | Juegos del Pacífico |
| Año                 | Ronda               | Pos.                | J                   | G                   | E                   | P                   | GF                  | GC                  | DG                  |
| ------------------- | ------------------- | ------------------- | ------------------- | ------------------- | ------------------- | ------------------- | ------------------- | ------------------- | ------------------- |
| 2003                | Fase de grupos      | 5.°                 | 6                   | 3                   | 1                   | 2                   | 11                  | 8                   | +3                  |
| 2007                | Tercer lugar        | 3.°                 | 6                   | 5                   | 0                   | 1                   | 12                  | 2                   | +10                 |
| 2011                | Tercer lugar        | 3.°                 | 5                   | 3                   | 0                   | 2                   | 5                   | 9                   | -4                  |
| 2015                | Fase de grupos      | 6.°                 | 2                   | 0                   | 1                   | 1                   | 2                   | 6                   | -4                  |
| 2019                | Tercer lugar        | 3.°                 | 5                   | 4                   | 0                   | 1                   | 21                  | 3                   | +18                 |
| 2023                | Subcampeón          | 2.°                 | 4                   | 3                   | 0                   | 1                   | 11                  | 7                   | +4                  |
| Total               | 6/6                 | 2.°                 | 28                  | 18                  | 2                   | 8                   | 62                  | 35                  | +27                 |

### Mini Juegos del Pacífico
| Mini Juegos del Pacífico | Mini Juegos del Pacífico | Mini Juegos del Pacífico | Mini Juegos del Pacífico | Mini Juegos del Pacífico | Mini Juegos del Pacífico | Mini Juegos del Pacífico | Mini Juegos del Pacífico | Mini Juegos del Pacífico | Mini Juegos del Pacífico |
| Año                      | Ronda                    | Pos.                     | J                        | G                        | E                        | P                        | GF                       | GC                       | DG                       |
| ------------------------ | ------------------------ | ------------------------ | ------------------------ | ------------------------ | ------------------------ | ------------------------ | ------------------------ | ------------------------ | ------------------------ |
| 2017                     | Campeón                  | 1.°                      | 3                        | 2                        | 1                        | 0                        | 7                        | 0                        | +7                       |
| Total                    | 1/1                      | 1.°                      | 3                        | 2                        | 1                        | 0                        | 7                        | 0                        | +7                       |

## Palmarés
- Copa de Naciones de la OFC:
  -  Subcampeón (2): 2018 y 2022
  -  Cuarto lugar (2): 1983 y 1998

- Juegos del Pacífico:
  -  Subcampeón (1): 2023
  -  Tercer lugar (3): 2007, 2011 y 2019

- Mini Juegos del Pacífico:
  -   Campeón (1): 2017